# Edvard Klingsey
Peter Edvard Klingsey (født 20. januar 1817 i København, død 6. juni 1887 sammesteds) var en dansk officer og korttegner.
Han var søn af assistent (kobberstikker) ved Søkortarkivet Hans Christian Klingsey og Sigrid f. Lund. Han blev kadet 1828, sekondløjtnant i fodfolket 1833, premierløjtnant 1838, kaptajn af 2. klasse 1848 og 1. klasse 1850, major 1860, oberstløjtnant 1864 og oberst 1866. Han afskedigedes i nåde 17. februar 1876 og døde 6. juni 1887.
Under den 1. slesvigske krig deltog han som kompagnichef i udfaldet fra Fredericia 6. juli 1849 og slaget ved Isted 25. juli 1850. I årene 1851-54 ledede Klingsey de rekognosceringsarbejder, der i Sønderjylland udførtes af officerer i hæren, og som senere blev bearbejdet af generalstaben og udgivet under titlen: Kort i 1:120000 over Slesvigs Fastland og Als. I 1864 kommanderede han 13. infanteriregiment, der hørte til Fredericias besætning under bombardementet 20.-21. marts. 1850 blev han Ridder af Dannebrog og 1867 Dannebrogsmand.
En betydelig del af Klingseys virksomhed falder uden for hæren. Foruden at han i årene 1836-41 var beskæftiget ved den danske gradmåling under konferensråd H.C. Schumacher, har han udfoldet en betydelig virksomhed som korttegner og kortlitograf. Hans hovedarbejder i denne retning er planerne til generalstabens værk om krigen 1848-50 (Den dansk-tydske Krig i Aarene, 1848-50: Udarbejdet paa Grundlag af officielle Documenter og med Krigsministeriets Tilladelse udgivet af Generalstaben, 1867) og atlas til J.P. Traps Statistisk-topografisk Beskrivelse af Kongeriget Danmark (2. udgave, 1872-79). Klingseys kort vidner om en høj grad af flid og omhu; oftest er de udførte med megen sirlighed, og fremstillingen er synlig påvirket af den anerkendte smag, der har gjort sig gældende ved vore kobberstukne generalstabskort. For atlassets vedkommende må det beklages, at den ringe plads, der har været Klingsey indrømmet, har tvunget ham ind på en næsten enestående finhed, der, så beundringsværdig den end kan være, skader tydeligheden og oversigten.
Han ægtede 9. december 1841 i Segeberg Clara Sophie Claudine Henning (17. oktober 1817 sammesteds – 16. maj 1901 i København), datter af fysikus, senere justitsråd Johan Samuel Henning og Julia Frederikke Christophine født Feldtmann.
Han er begravet på Holmens Kirkegård. Der findes et portrætmaleri af C.F. Andersen fra 1879.